# Alomenarcha phalarista
Alomenarcha phalarista är en fjärilsart som beskrevs av Edward Meyrick 1930. Alomenarcha phalarista ingår i släktet Alomenarcha och familjen praktmalar, Oecophoridae. Inga underarter finns listade i Catalogue of Life.